# Кокра
Кокра је лева притока реке Саве у Словенији. Извире у Караванкама. Река је дугачка 34 киломатара, са површином слива од 223 km². У реку Саву се улива у Крању.
Извор Кокре је под Вирниковим Гринтавцем у Караванкама, на висини од 825 м надморске висине, западно од Доњег Језерског. Кокра је протичући између гребена и Караванки и Камнишко—Савињских Алпи урезала дубоке уске планинске долине. Тече између Сторжича (2132 м), Гринтовцем (2558 м) и Крвавцем (1853 метра). Пре ушћа у Саву у Крању у кориту је усекла дубоку сутјеску. Равница у долини Кокре је мало и на њима су само засеоци који су раштрканог типа. Планински појас је ненасељен. Водени пад је велик, па вода прави слапове и брзазе. У насељу Горња Кокра налази се мања хидроелектрана.